# انخیمنس (دهانه)
انخیمنس یک دهانه برخوردی در ماه است.

## دهانه‌های اقماری
این دهانه ۴ دهانه اقماری دارد.
| Anaximenes | عرض جغرافیایی | طول جغرافیایی | قطر          |
| ---------- | ------------- | ------------- | ------------ |
| H          | ۷۴٫۶° N       | ۴۵٫۳° W       | ۴۳٫۰ کیلومتر |
| B          | ۶۸٫۸° N       | ۳۷٫۹° W       | ۹٫۰ کیلومتر  |
| E          | ۶۶٫۵° N       | ۳۱٫۴° W       | ۱۰٫۰ کیلومتر |
| G          | ۷۳٫۸° N       | ۴۰٫۴° W       | ۵۶٫۰ کیلومتر |